# Македонска читанка
„Македонска читанка“ е учебно пособие, което е написано на македонски диалект. То служи за задоволяване нуждите на сръбските училища във Вардарска Македония. Отпечатва се в Цариград в 1890 година. „Македонска читанка“ е вариант на „Сръбска читанка“ на професор Милойко Веселинович.